# Barão de Areias de Cambra
Barão de Areias de Cambra é um título nobiliárquico criado por D. Luís I de Portugal, por Decreto de 7 de Julho e Carta de 13 de Agosto de 1874, em favor de António Soares Leite Ferraz de Albergaria.
Titulares
1. António Soares Leite Ferraz de Albergaria, 1.º Barão de Areias de Cambra.